# Sinoe robiniella
Sinoe robiniella är en fjärilsart som beskrevs av Fitch 1859. Sinoe robiniella ingår i släktet Sinoe och familjen stävmalar. Inga underarter finns listade i Catalogue of Life.